# Tetrastichus kumaonensis
Tetrastichus kumaonensis är en stekelart som beskrevs av Saraswat 1975. Tetrastichus kumaonensis ingår i släktet Tetrastichus och familjen finglanssteklar. Inga underarter finns listade i Catalogue of Life.